# الشركة التونسية الأندلسية للإسمنت الأبيض
الشركة التونسية الأندلسية للإسمنت الأبيض هي شركة تونسية لصناعة الإسمنت الأبيض، تأسست في 2 ديسمبر 1983 بمدينة فريانة بولاية القصرين.